# Anda Luft
Anda Luft – inżynier chemii, pracownik garbarni i fabryki skór Jakuba Margoschesa w Stanisławowie.
Pod koniec lutego 1943 roku zorganizowała ucieczkę z getta grupy 70 pracowników garbarni. Organizatorka i dowódca działającego przez kilka miesięcy w okolicach Stryja, jedynego na Podkarpaciu, oddziału partyzanckiego Pantelleria (nazwa na cześć zwycięstwa Aliantów nad Niemcami we Włoszech), atakującego małe zgrupowania wojsk niemieckich. Oddział wsławił się likwidacją szefa lokalnej komórki gestapo hauptsturmführera Tauscha. Anda Luft zginęła 5 listopada 1943 roku podczas próby wydostania się z okrążenia prawdopodobnie w okolicach Buczacza.